# L'Espluga Calba
L'Espluga Calba  est une commune de la province de Lleida, en Catalogne, en Espagne, de la comarque de Garrigues